# クリスチャン・リ
クリスチャン・リ（英語: Christian Li、中国語: 李映衡、2007年10月30日 - ）は、オーストラリアのヴァイオリニスト。2018年4月20日、10歳のとき、ユーディ・メニューイン国際コンクールのジュニア部門で優勝した。

## 経歴
2007年、オーストラリアで中国系の両親のもとに生まれる。中国系移民一世の母のキャサリン・リウ（Katherine Liu）は会計士で、アメリカで生まれ育った中国系移民二世の父のジョージ・リ（George Li）は電気技師である。2022年初めまで、メルボルンのホーソンにあるスコッチ・カレッジに通っていた。クリスチャン・リは5歳のときにヴァイオリンを習い始めた。2020年現在、メルボルンにあるオーストラリア国立音楽アカデミーのヴァイオリン科長のロビン・ウィルソン（Robin Wilson）のもとで音楽を学んでいる。
ヴァイオリンを習い始めて8か月目の2013年7月、クリスチャン・リは中国のテレビコマーシャルにジャッキー・チュンの横でヴァイオリンを演奏する役で出演した。
2014年、Golden Beijingヴァイオリンコンクールで優勝。2015年には、イタリアで開催されたYoung Artist Semper Music International Competitionで優勝した。2018年、クリスチャン・リはユーディ・メニューイン国際コンクールのジュニア部門でシンガポールのクロエ・チュアとともに優勝した。当時10歳で、コンクールの歴史上最年少での優勝となった。さらに、ジュニア部門でAudience PrizeとComposer Awardも受賞している。
2016年、クリスチャン・リはAmerican Protégé Showcase 10th Anniversaryコンサートで奏者としてカーネギー・ホールで演奏した。また、Gower Festival、Harrogate International Festival、Cheltenham Music Festivalでオーストラリア・ブランデンブルク管弦楽団と共演した。2019年、クリスチャン・リはSidney Myer Music Bowlでメルボルン交響楽団と共演し、カミーユ・サン＝サーンスの『序奏とロンド・カプリチオーソ』を演奏した。
2020年、クリスチャン・リは12歳でデッカ・クラシックスと契約した。これはレーベルの歴史上最年少での契約である。同年、クリスチャン・リは1曲目のシングルをリリースした。

## 作品

### スタジオアルバム
| タイトル                 | アルバムの詳細                                                                                  |
| ------------------------ | ----------------------------------------------------------------------------------------------- |
| 『ヴィヴァルディ: 四季』 | - リリース日: 2021年8月20日 - レーベル: デッカ・クラシックス - 形式: CD、配信版、ストリーミング |

## 受賞とノミネート

### ARIAミュージック・アワード
ARIAミュージック・アワードは、全ジャンルのオーストラリアの音楽における才能と創意、功績を称えるため、オーストラリアレコード産業協会が毎年開催するセレモニーである。1987年から開催されている。
| 年     | ノミネート対象           | 賞                                  | 結果       | Ref.   |
| ------ | ------------------------ | ----------------------------------- | ---------- | ------ |
| 2021年 | 『ヴィヴァルディ: 四季』 | ARIA Award for Best Classical Album | ノミネート | [ 17 ] |